# Blattgemüse

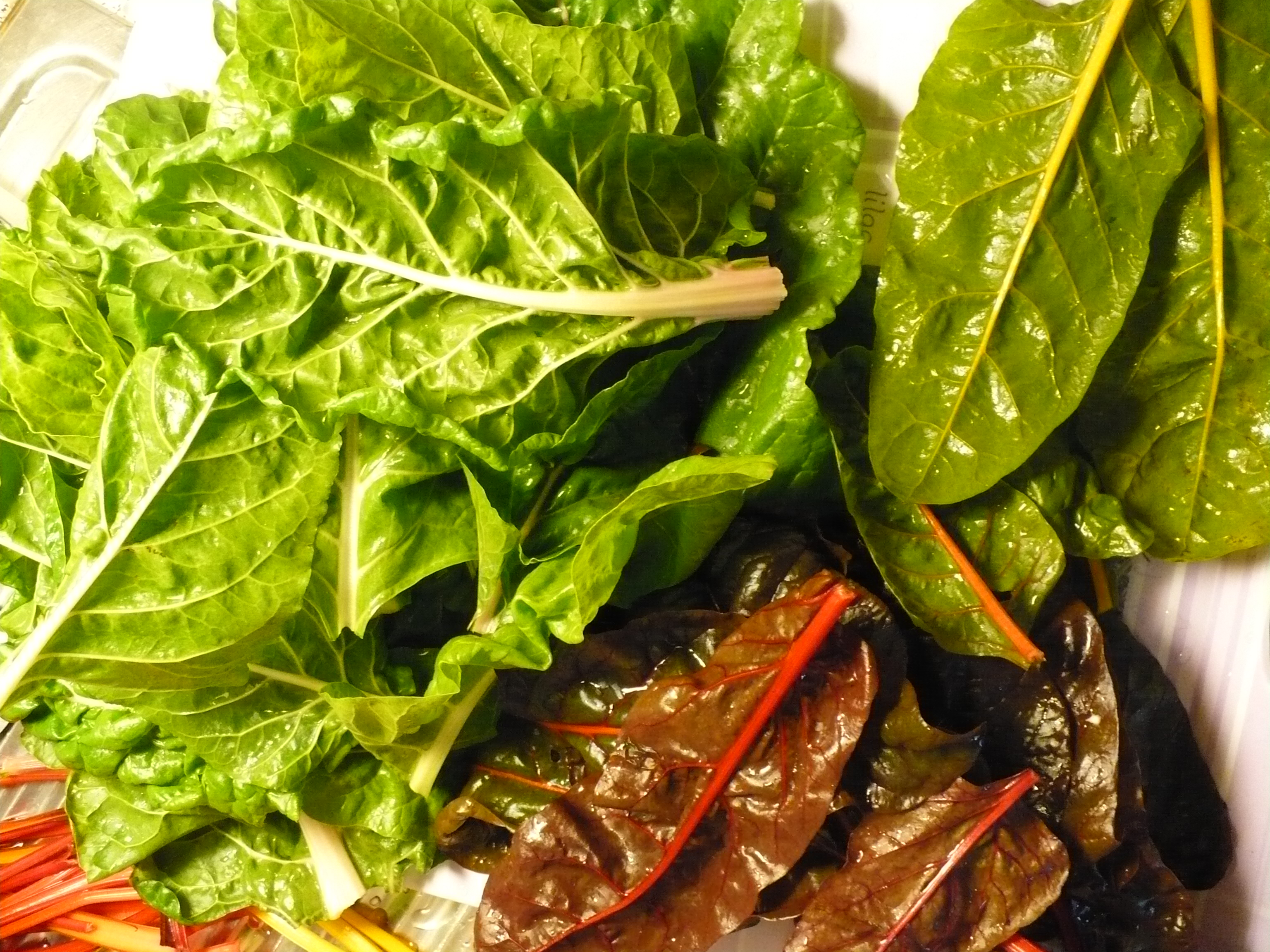
Beispiel für Blattgemüse: Mangoldblätter

Zum Blattgemüse zählen verschiedene Gemüsearten, deren Blätter und Stiele zum Verzehr geeignet sind. Sie werden in der Landwirtschaft und im Gartenbau angebaut. Fast jede Art wird in verschiedenen Sorten gezüchtet.
Zum Blattgemüse zählen:
Asternartige
- Cardy (Gemüseartischocke)
- Chicorée
- Endivie
- Kopfsalat
- Löwenzahn
- Schnittsalat

Kardenartige
- Feldsalat

Nelkenartige
- Mangold
- Rhabarber (Sonderstellung auch als Obst)
- Spinat

Doldenblütlerartige
- Petersilie
- Staudensellerie
- Schnittsellerie
- Fenchel

Kreuzblütlerartige
- Rübstiel/Stielmus
- Rucola
- Pak Choi

Rosenartige
- Brennnesseln

Weitere Gemüsearten sind Kohlgemüse, Blütengemüse, Zwiebelgemüse, Fruchtgemüse und Wurzelgemüse.